# Gothic (album)
Gothic to drugi album brytyjskiej grupy Paradise Lost.

## Lista utworów
1. "Gothic" – 4:51
2. "Dead Emotion" – 4:38
3. "Shattered" – 4:01
4. "Rapture" – 5:09
5. "Eternal" – 3:55
6. "Falling Forever" – 3:35
7. "Angel Tears" – 2:40
8. "Silent" – 4:42
9. "The Painless" – 4:02
10. "Desolate" – 1:51